# Auguste d'Este
Auguste d'Este, titré sir Augustus Frederick d'Este, KCH (13 janvier 1794 – 28 décembre 1848) est un parent de la famille royale britannique et la plus ancienne personne pour laquelle un diagnostic de sclérose en plaques a pu être fait.

## Biographie
Il est le fils d'Augustus Frederick de Sussex et de lady Augusta Murray (fille de lord Dunmore), et un petit-fils du roi Georges III. Ses parents se sont mariés secrètement le 4 avril 1793, lors d'une cérémonie à l'Hôtel de Sarmiento, à Rome, et plus tard encore mariés le 5 décembre 1793 à St George, Hanover Square, Westminster, à l'aide de leurs noms corrects mais sans révéler leur identité. Les deux mariages ont été célébrés au mépris de la Loi sur le mariage royal de 1772 et étaient donc légalement nuls et non avenus, au moins en droit anglais. Après la naissance de leur premier enfant, le mariage est découvert par le roi et officiellement annulé, ce qui rend leur fils illégitime en Grande-Bretagne. Baptisé "Augustus Frederick", il a brièvement reçu le nom de "Hanovre", mais plus tard a pris le nom d'Este, une famille dont ses deux parents étaient des descendants. 
En 1801, naît sa sœur Augusta Emma d'Este (1801-1866), qui épouse Thomas Wilde et meurt sans postérité. Auguste et Emma, considérés comme illégitimes au Royaume-Uni, ne le sont pas au Royaume de Hanovre et Auguste d'Este peut figurer sur la liste de succession au trône hanovrien[réf. nécessaire].
Auguste d'Este fait ses études à la Harrow School.
Il est un membre actif de la société de protection des Aborigènes et s'est particulièrement intéressé aux indigènes américains. Il apporte une grande aide à Peter Jones, le missionnaire de Mississaugas, qui a soutenu que les Américains natifs ont la propriété de leurs terres dans le Haut-Canada.
Quand son père est mort en 1843, Augustus d'Este tente de réclamer son duché du Sussex et d'autres pairies, mais la Chambre des lords décide que le mariage est nul et non avenu. Bien qu'il ait eu des relations sentimentales, il ne s'est jamais marié et, par conséquent, même s'il avait succédé à son père dans ses titres, ils auraient disparu à sa propre mort.

## Maladie
Auguste d'Este est la plus ancienne personne pour qui un diagnostic de sclérose en plaques a pu être fait,,. Il a laissé un journal détaillé décrivant ses 22 ans avec la maladie. Il a commencé son journal en 1822, et il a eu sa dernière entrée en 1846. Il est resté inconnu jusqu'en 1948. Ses symptômes ont commencé à l'âge de 28 ans, avec des phénomènes de perte visuelle après les funérailles d'un ami. Pendant le cours de sa maladie, il a développé une faiblesse des jambes, la maladresse des mains, des engourdissements, des étourdissements, des troubles de la vessie, et la dysfonction érectile. En 1843, les symptômes sont devenus persistants, y compris les tremblements et les spasmes nocturnes, et, en 1844, il a commencé à utiliser un fauteuil roulant. Dans ses dernières années, il a été confiné à son lit. Malgré sa maladie, il a gardé une vision optimiste de la vie.